# 维萨尔蒂亚
维萨尔蒂亚（希臘語：Βισαλτία）是希腊中马其顿大区塞雷专区的市镇，行政中心为尼格里塔镇。市镇面积为658.3平方公里，2021年人口数量为16,036人。
现今范围的市镇设立于2011年地方政府改革中，由原4个市镇合并而成，原市镇则成为此市镇的4个市区。维萨尔蒂亚市区（即原维萨尔蒂亚市镇）的面积为144.255平方公里，2021年人口数量为3,316人。